# Hiroshi Yoshida
Hiroshi Yoshida (født 11. februar 1958) er en japansk fodboldspiller.

## Japans fodboldlandshold
| Japans landshold | Japans landshold | Japans landshold |
| År               | Kmp              | Mål              |
| ---------------- | ---------------- | ---------------- |
| 1981             | 6                | 1                |
| 1982             | 1                | 0                |
| 1983             | 2                | 0                |
| Total            | 9                | 1                |